# Serious Sam
„Serious Sam: The First Encounter” este un joc video de tip shooter la prima persoană, dezvoltat de Croteam și lansat de Gathering of Developers în 2001. Jocul a devenit rapid un cult classic datorită stilului său unic, combinând acțiunea frenetică și umorul. Este primul joc din seria „Serious Sam” și a fost apreciat pentru designul său de niveluri și pentru utilizarea inovatoare a motorului grafic proprietar, Serious Engine. 

## Context și Dezvoltare
„Serious Sam” a fost dezvoltat de Croteam, un studio independent croat. Inițial, Croteam a dezvoltat jocuri mai mici, dar au decis să își concentreze eforturile pe un shooter la prima persoană. Jocul a fost dezvoltat cu ajutorul unui motor grafic propriu, Serious Engine, care a fost remarcabil pentru capacitatea sa de a gestiona mari numere de inamici pe ecran în același timp, fără a compromite performanța.

## Poveste
Povestea jocului se învârte în jurul lui Sam „Serious” Stone, un soldat trimis înapoi în timp pentru a împiedica invazia Pământului de către o rasă extraterestră condusă de răufăcătorul Mental. Acțiunea are loc într-un decor antic, cu niveluri situate în Egiptul Antic. Sam trebuie să lupte prin hoardele de inamici pentru a aduna artefactele necesare pentru a înfrunta și învinge Mental.

## Gameplay
„Serious Sam: The First Encounter” este cunoscut pentru gameplay-ul său rapid și intens. Spre deosebire de multe alte shootere la prima persoană ale timpului, care puneau accent pe realism și tactici, „Serious Sam” se concentrează pe acțiune non-stop și lupte masive. Jocul introduce jucătorii într-o serie de niveluri deschise unde trebuie să înfrunte valuri de inamici simultan.

### Arsenalu
Sam are acces la o gamă variată de arme, de la pistoale și puști până la arme exotice cum ar fi „Cannon”, o armă care trage ghiulele uriașe. Fiecare armă are un rol specific și este eficientă împotriva anumitor tipuri de inamici.

### Inamicii
Jocul este populat cu o varietate de inamici, fiecare cu propriile modele de atac și slăbiciuni. Inamicii notabili includ „Headless Kamikaze”, un soldat fără cap care țipă și se aruncă asupra jucătorului cu bombe, și „Kleer Skeletons”, schelete rapide care atacă în grupuri.

### Designul nivelurilor
Nivelurile sunt proiectate pentru a oferi spații deschise și oportunități de luptă pe scară largă. Mediile sunt detaliate și diverse, oferind atât peisaje exterioare impresionante, cât și structuri interioare complexe. Fiecare nivel include puzzle-uri ușoare și colectibile, care adaugă variație la gameplay.

## Motorul Grafic: Serious Engine
Unul dintre cele mai mari atuuri ale jocului a fost Serious Engine. Acest motor grafic a permis dezvoltatorilor să creeze medii mari și detaliate, precum și să gestioneze un număr mare de inamici simultan pe ecran. Motorul a fost foarte bine optimizat, permițând o performanță fluidă chiar și pe sisteme mai puțin puternice de la acea vreme.

## Impact și Receptare
La lansare, „Serious Sam: The First Encounter” a fost bine primit de critici și jucători. Acesta a fost lăudat pentru gameplay-ul său captivant, designul nivelurilor și umorul său. Mulți au considerat jocul o întoarcere la zilele de glorie ale shooter-elor clasice, precum „Doom” și „Quake”, dar cu îmbunătățiri moderne.
Jocul a câștigat mai multe premii, inclusiv „Game of the Year” de la diverse publicații și site-uri de jocuri. Succesul său a dus la lansarea unei continuări directe, „Serious Sam: The Second Encounter”, și a stabilit o franciză de succes care continuă să fie populară și astăzi.

## Moștenire și Seria ulterioară
„Serious Sam: The First Encounter” a pus bazele unei serii de succes care a inclus numeroase continuări și expansion packs. Jocul a fost reeditat de mai multe ori, inclusiv versiuni HD cu grafică îmbunătățită. Franciza a continuat să fie un favorit al fanilor pentru abordarea sa unică a genului shooter la prima persoană.
Serious Sam rămâne un punct de referință important în istoria jocurilor video. Stilul său de joc rapid, designul creativ al nivelurilor și umorul distinct l-au transformat într-un clasic. Motorul său grafic inovator și capacitatea de a gestiona lupte masive au deschis noi posibilități pentru viitoarele shootere. Ca primul capitol dintr-o franciză îndrăgită, „Serious Sam” continuă să fie apreciat de jucători și critici deopotrivă, menținându-și relevanța în cultura gaming-ului modern.